# Нили, Том
Томас Фрэнсис Нил (6 ноября 1902 года — 27 ноября 1977 года) — новозеландский писатель, ставший известным после добровольного отшельничества на атолле Суворова с 1952 по 1954, с 1960 по 1963 и с 1967 по 1977 годы, после чего издавший автобиографическое произведение «Остров для себя», ставшее бестселлером.

## Ранние годы
Томас Фрэнсис Нил родился в Веллингтоне, Новая Зеландия, но его семья переехала в Греймут, когда он был еще ребенком, а затем в Тимару, когда ему было семь лет. Его родителями были Фрэнк Фредерик Нил и Эмма Сара Нил (урожденная Чепмен). Он хотел поступить в Королевский военно-морской флот Новой Зеландии, но оказалось, что в 18 лет он слишком взрослый, чтобы учиться на моряка. Тогда Том поступил в торговый флот на должность инженера-подмастерья. В течение следующих четырех лет Нил путешествовал по островам Тихого океана на кораблях торгового флота. Затем Том покинул флот, чтобы иметь большую свободу и самостоятельно путешествовать по островам. Он провел следующие шесть лет, перебираясь с острова на остров, занимаясь краткосрочными работами, такими как подстригание кустарников или посадка бананов.
После нескольких месяцев пребывания в Тимару в 1928 году Нил вернулся на острова в Тихом океане и поселился на Муреа (остров вблизи Таити), где он жил до 1943 года, занимаясь случайными работами и наслаждаясь спокойной, неспешной жизнью. Затем ему предложили работу в качестве подменного кладовщика на островах Кука. Его задачей было работать в небольших магазинах на различных островах, пока их постоянные кладовщики находились в отпуске. В качестве кладовщика он также был советником местных общин. Он встретился с писателем Робертом Дином Фрисби (Robert Dean Frisbie) в Раротонга и был очарован его рассказами об атолле Суворова, где Фрисби жил некоторое время во время второй мировой войны вместе с военными наблюдателями. Том Нил был настолько очарован рассказами об атолле, что решил, что это и есть то место, где он хотел бы жить.

## Первое пребывание на атолле Суворова
В октябре 1952 года у Нила появилась возможность зафрахтовать корабль, который должен был пройти вблизи Суворова, для того, чтобы высадиться на атолл, который оставался необитаемым после окончания войны. Корабль высадил его с двумя кошками и всеми припасами, которые он мог закупить, на маленьком островке Анкоридж, который примерно милю в ширину и несколько сотен футов в длину. После военных наблюдателей, покинувших атолл после окончания войны, на острове осталась хижина с емкостями для воды, несколько книг и сильно поврежденная лодка. Наблюдатели также оставили свиней и кур, которые к приезду Тома Нила успели одичать. Свиньи стали для Тома настоящим кошмаром, поскольку они уничтожали растительность на острове, что делало невозможным выращивание овощей в огороде. Нил устроил засаду на дереве и в течение нескольких месяцев убил всех свиней. После этого он посадил огород, одомашнил кур и отремонтировал лодку. Основной его рацион составляли рыба, крабы, мясо курицы, яйца, папайя, кокосовые орехи и плоды хлебного дерева.
Спустя десять месяцев после прибытия на остров Нила посетили первые гости: две семейные пары приплыли на яхте. Они были заранее уведомлены о нахождении Нила на Суворове британским консулом на Таити, который попросил их навестить Тома. Они задержались на острове на пару дней. Эти посетители способствовали зарождению нового плана у Тома Нила: необходимо восстановить причал, который был построен на Анкоридже во время Второй мировой войны, но был разрушен во время урагана в 1942 году. Для осуществления этой идеи ему понадобилось шесть месяцев ежедневного тяжелого труда. Через день после того, причал был закончен, на остров налетел сильный шторм, который разрушил работу Тома.
В мае 1954 года Нил повредил спину, неудачно бросив якорь своей лодки. Он с трудом вернулся в свою хижину, которая находилась с противоположной стороны атолла, и лежал в ней полупарализованный четыре дня. На четвертый день на атолл приплыли два американских яхтсмена. Они не знали о нахождении на острове Тома Нила, но обнаружили его в хижине, и оказали медицинскую помощь. Они сообщили о случившемся правительству Островов Кука, которое послало корабль, чтобы забрать Тома с Суворова.

## Второе пребывание на атолле Суворова
Том Нил хотел вернуться на остров, сразу после того как его спина полностью зажила, но правительство не хотело этого и не готово было брать на себя ответственность за жизнь Тома. Нил женился на Саре Хауа (Sarah Haua) 15 июня 1956 года. У них родилось двое детей: Артур и Стелла.
В апреле 1960 года Том смог вернуться на атолл. На этот раз он имел большие и более тщательно подобранные (с учетом его предыдущего опыта) запасы. Во время этого пребывания Нила посетил вертолет с проходящего американского военного корабля. Британский автор Ноэль Барбер (Noel Barber) узнал о жизни Нила на острове из доклада ВМС США и также посетил его. Четырнадцать месяцев спустя, правительство направило корабль к атоллу Суворова, чтобы проверить слух о том, что Нил мертв (якобы японские рыбаки пристали к острову и нашли там бездыханный труп). Еще спустя несколько месяцев остров посетила яхта, с семьей на борту. Ночью в лагуне разбушевался шквал, и яхта затонула. Семья (муж, жена и дочь) жили с Нилом, пока их не подобрал проходящий корабль, которому они просигналили при помощи карманного зеркальца.
В январе 1964 года, после трех с половиной лет пребывания на острове, Нил добровольно вернулся на Раротонга. Это решение было вызвано появлением на Суворове группы местных дайверов. Том Нил понял, что ему становится все труднее переносить их присутствие на острове.
На Раротонга Том написал свою автобиографию «Остров для себя», которая очень быстро стала бестселлером. В книге Нил рассказывает о жизни на Суворове во время своего первого и второго пребываний на атолле. Деньги от продажи книги позволили Нилу сделать большой запас провизии для следующей поездки на остров.

## Третье посещение атолла Суворова и смерть
В отсутствие Нила многие люди посетили или временно поселились на острове. В июне 1964 года фон Доноп (von Donop), бывший бухгалтер из Гонолулу, жил в течение недели в хижине Тома на острове. В это время экипаж его шхуны «Европа» оставался на борту судна в лагуне. В 1965-66 годах Майкл Свифт (Michael Swift) жил в одиночестве на атолле Суворова, но он не был знаком с методами выживания и с трудом находил достаточно еды.
Нил вернулся на атолл в июне 1967 года. Он оставался там до 1977 года, когда заболел раком желудка и на яхте был и доставлен на Раротонга. Он прошел курс лечения у чехословацкого врача-онколога Милана Брыха (Milan Brych), но лечение не оказало должного эффекта, и Том Нил умер через восемь месяцев. Его могила находится на кладбище RSA на Раротонга, напротив аэропорта.

## Фильмография
- 1977 "Каллисто" идет к атоллу Суворова (СССР) (не указан в титрах)  - камео